# Renegotiations: The Remixes
Albums de The Black Eyed Peas
Monkey Business
(2005) The END
(2009)
Renegotiations: The Remixes est un EP de remix du groupe Black Eyed Peas sorti à l'origine sur iTunes le 21 mars 2006, puis sorti une semaine après en magasin. Tous les titres remixés sont issus de l'album Monkey Business.

## Liste des pistes
| No | Titre                                                            | Auteur | Producteur(s)                          | Durée |
| -- | ---------------------------------------------------------------- | --- | -------------------------------------- | ----- |
| 1. | Like That (featuring Q-Tip, Talib Kweli, Cee-Lo and John Legend) | William Adams, Allan Pineda, Jamie Gomez, Kamaal Fareed, Talib Kweli Greene, Anthony Newley, Leslie Bricusse | will.i.am                              | 4:36  |
| 2. | Ba Bump (Erick Sermon Remix)                                     | Adams, Printz Board, Larry Blackmon, Thomas Jenkins                                                          | Printz Board, Erick Sermon             | 3:08  |
| 3. | My Style (DJ Premier Remix, featuring Justin Timberlake)         | Adams, Pineda, Stacy Ferguson, Thomas van Musser, Timberlake, Timothy Mosley, Nate Hills                     | Timbaland, Danja, DJ Premier           | 4:27  |
| 4. | They Don't Want Music (Pete Rock Remix) (featuring James Brown)  | Adams, Brown, Ferguson, Board, Timothy Grindgreff, Greg Mays, Darryl Barnes                                  | will.i.am, Pete Rock                   | 6:25  |
| 5. | Feel It (Jazzy Jeff Soulful Remix)                               | Adams, Pineda, Ferguson                                                                                      | apl.de.ap, Printz Board, DJ Jazzy Jeff | 4:53  |
| 6. | Audio Delite at Low Fidelity                                     | Adams, Pineda, Keith Harris, Rick James                                                                      | will.i.am                              | 4:02  |
| 7. | Disco Club (Large Pro Peas Remix)                                | Adams, Pineda, Jean Baptiste, J. Lewis, Michael Matthews, Anthony Tidd                                       | Noize Trip, Large Professor            | 3:50  |